# Albert Claessens (ondernemer)
Albert Charles François Constant Claessens (Antwerpen, 16 september 1866 - aldaar, 9 april 1955), was een Belgisch bestuurder en ondernemer.

## Levensloop
Hij was gehuwd en had drie kinderen.
Samen met zijn broer Francis Claessens stichtte hij in 1887 het familiebedrijf Claessens frères & Cie, een verf- en vernisfabriek. Tevens was hij stichter (samen met Xavier Duquenne-Schuvie) en eerste voorzitter van het Syndikaat van Reizigers, Klerken en Patroons te Antwerpen.
Hij was de vader van Albert Claessens, de latere burgemeester van Hove.